# Philadelphia Summer International
Philadelphia Summer International é uma competição internacional de patinação artística no gelo de níveis sênior e júnior, sediada na cidade de Filadélfia, Pensilvânia, Estados Unidos. A competição é disputada desde 2015 anualmente e faz parte do calendário da União Internacional de Patinação (ISU). Em 2016 a competição não fez parte do calendário internacional da ISU.

## Edições
| Ano  | Edição | Cidade sede             | Internacional | Internacional | Internacional | Internacional | Sênior | Sênior | Sênior | Júnior | Júnior | Júnior | Noviço | Noviço | Ref         |
| Ano  | Edição | Cidade sede             | Sênior        | Sênior        | Júnior        | Júnior        | Sênior | Sênior | Sênior | Júnior | Júnior | Júnior | Noviço | Noviço | Ref         |
| Ano  | Edição | Cidade sede             | M             | F             | M             | F             | M      | F      | P      | M      | F      | P      | M      | F      | Ref         |
| ---- | ------ | ----------------------- | ------------- | ------------- | ------------- | ------------- | ------ | ------ | ------ | ------ | ------ | ------ | ------ | ------ | ----------- |
| 2015 | 1.ª    | Filadélfia, Pensilvânia | •             | •             | •             | •             | –      | –      | –      | –      | –      | –      | –      | –      | [ 3 ] [ 4 ] |
| 2016 | 2.ª    | Filadélfia, Pensilvânia | –             | –             | –             | –             | •      | •      | •      | •      | •      | •      | •      | •      | [ 5 ]       |
| 2017 | 3.ª    | Filadélfia, Pensilvânia | •             | •             | •             | •             | –      | –      | –      | –      | –      | –      | –      | –      | [ 6 ] [ 7 ] |
| 2018 | 4.ª    | Filadélfia, Pensilvânia | •             | •             | –             | –             | •      | •      | –      | –      | •      | –      | –      | •      | [ 8 ]       |

## Lista de medalhistas

### Sênior

#### Individual masculino
| Evento                     | Ouro                                                        | Prata                                                       | Bronze                                                      |
| Filadélfia 2015 (detalhes) | Daniel Samohin · Israel                                     | Patrick Rupp · Estados Unidos                               | Shaquille Davis · Canadá                                    |
| 2016                       | Competição não fez parte do calendário internacional da ISU | Competição não fez parte do calendário internacional da ISU | Competição não fez parte do calendário internacional da ISU |
| Filadélfia 2017 (detalhes) | Timothy Dolensky · Estados Unidos                           | Yaroslav Paniot · Ucrânia                                   | Max Aaron · Estados Unidos                                  |
| Filadélfia 2018 (detalhes) | Andrew Torgashev · Estados Unidos                           | Jimmy Ma · Estados Unidos                                   | Timothy Dolensky · Estados Unidos                           |

#### Individual feminino
| Evento                     | Ouro                                                        | Prata                                                       | Bronze                                                      |
| Filadélfia 2015 (detalhes) | Véronik Mallet · Canadá                                     | Isadora Williams · Brasil                                   | Roxanne Rheault · Canadá                                    |
| 2016                       | Competição não fez parte do calendário internacional da ISU | Competição não fez parte do calendário internacional da ISU | Competição não fez parte do calendário internacional da ISU |
| Filadélfia 2017 (detalhes) | Bradie Tennell · Estados Unidos                             | Angela Wang · Estados Unidos                                | Kim Ha-nul · Coreia do Sul                                  |
| Filadélfia 2018 (detalhes) | Katie McBeath · Estados Unidos                              | Akari Nakahara · Estados Unidos                             | Brynne McIsaac · Estados Unidos                             |

### Júnior

#### Individual masculino júnior
| Evento                     | Ouro                                                           | Prata                                                          | Bronze                                                         |
| Filadélfia 2015 (detalhes) | Alexei Krasnozhon · Estados Unidos                             | Oleksiy Melnyk · Estados Unidos                                | Tony Lu · Estados Unidos                                       |
| 2016                       | Competição não fez parte do calendário internacional da ISU    | Competição não fez parte do calendário internacional da ISU    | Competição não fez parte do calendário internacional da ISU    |
| Filadélfia 2017 (detalhes) | Ryan Dunk · Estados Unidos                                     | Maxim Naumov · Estados Unidos                                  | Joseph Kang · Estados Unidos                                   |
| 2018                       | Não houve disputa internacional do individual masculino júnior | Não houve disputa internacional do individual masculino júnior | Não houve disputa internacional do individual masculino júnior |

#### Individual feminino júnior
| Evento                     | Ouro                                                          | Prata                                                         | Bronze                                                        |
| Filadélfia 2015 (detalhes) | Brynne McIsaac · Estados Unidos                               | Cailey Weaver · Estados Unidos                                | Justine Belzile · Canadá                                      |
| 2016                       | Competição não fez parte do calendário internacional da ISU   | Competição não fez parte do calendário internacional da ISU   | Competição não fez parte do calendário internacional da ISU   |
| Filadélfia 2017 (detalhes) | Ting Cui · Estados Unidos                                     | Paige Rydberg · Estados Unidos                                | Lee Ji-won · Coreia do Sul                                    |
| 2018                       | Não houve disputa internacional do individual feminino júnior | Não houve disputa internacional do individual feminino júnior | Não houve disputa internacional do individual feminino júnior |